# Tempelfelde
Tempelfelde ist ein Ortsteil der Gemeinde Sydower Fließ im Landkreis Barnim (Brandenburg) mit ca. 420 Einwohnern.

## Geschichte
Erstmals urkundlich erwähnt wird Tempelfelde im Landbuch Karls IV. von 1375. Die Herkunft des Ortsnamens ist nicht bekannt. Die Ortsgründung wird mit dem Templerorden in Verbindung gebracht, was urkundlich jedoch nicht belegt werden kann. Bemerkenswert sind ein 1925 entdecktes Urnenfeld in Richtung Grüntal und Urnenscherbenfunde im Bereich der Rotpfuhlberge. Da es im frühen Mittelalter üblich war, dass Friedhöfe durch die Kirche (Papst) genehmigt werden mussten, liegt es nahe, dass der Ort Tempelfelde ursprünglich ein Friedhof für Mitglieder des Templerordens war und sich um diesen Friedhof bäuerliche Niederlassungen ansiedelten. Tempelfelde muss daher älter sein als seine erste urkundliche Erwähnung 1375, da es um 1375 keinen Templerorden mehr gab und alle Besitztümer an die Markgrafen von Brandenburg und die Johanniter ging.
Der Ort entstand entlang einer Straße, die zur Besiedlung des Raumes östlich der Oder genutzt wurde (in der Form eines Straßenangerdorfes). Zentrum des Ortes bildet der Bereich mit der mittelalterlichen Kirche. Den Angerbereich zwischen Grüntaler Straße und Lindenstraße prägen noch heute große landwirtschaftliche Gehöfte.
Seit dem 17. Oktober 2012 befindet sich in der Kirche von Tempelfelde eine Gedenktafel zu Ehren von Gräfin Sophie Juliane Friederike von Dönhoff, die von 1805 bis zu ihrem Tod in Beerbaum ein Gut besessen hatte, zu dem auch die Dörfer Tempelfelde und Gratze (Landkreis Märkisch-Oderland) gehört hatten. Geehrt wurde sie wegen ihres sozialen und agrarreformerischen Engagements.
Am 27. September 1998 wurde Tempelfelde mit der Gemeinde Grüntal zur Gemeinde Sydower Fließ vereinigt.
Der aus 16 Windkraftanlagen bestehende Windpark in Tempelfelde war im Jahr der Inbetriebnahme 1998 der größte Windpark Brandenburgs. Mittlerweile wurden die ursprünglich errichteten Anlagen repowert und dabei durch Anlagen des Typs Vestas V112-3.0 MW ersetzt.

## Verkehr
Tempelfelde wird durch die VBB-Buslinien 907 (Bernau–Tempelfelde–Grüntal–Biesenthal) und 918 (Eberswalde–Grüntal–Tempelfelde–Schönfeld–Werneuchen) der Barnimer Busgesellschaft bedient.

## Weblinks

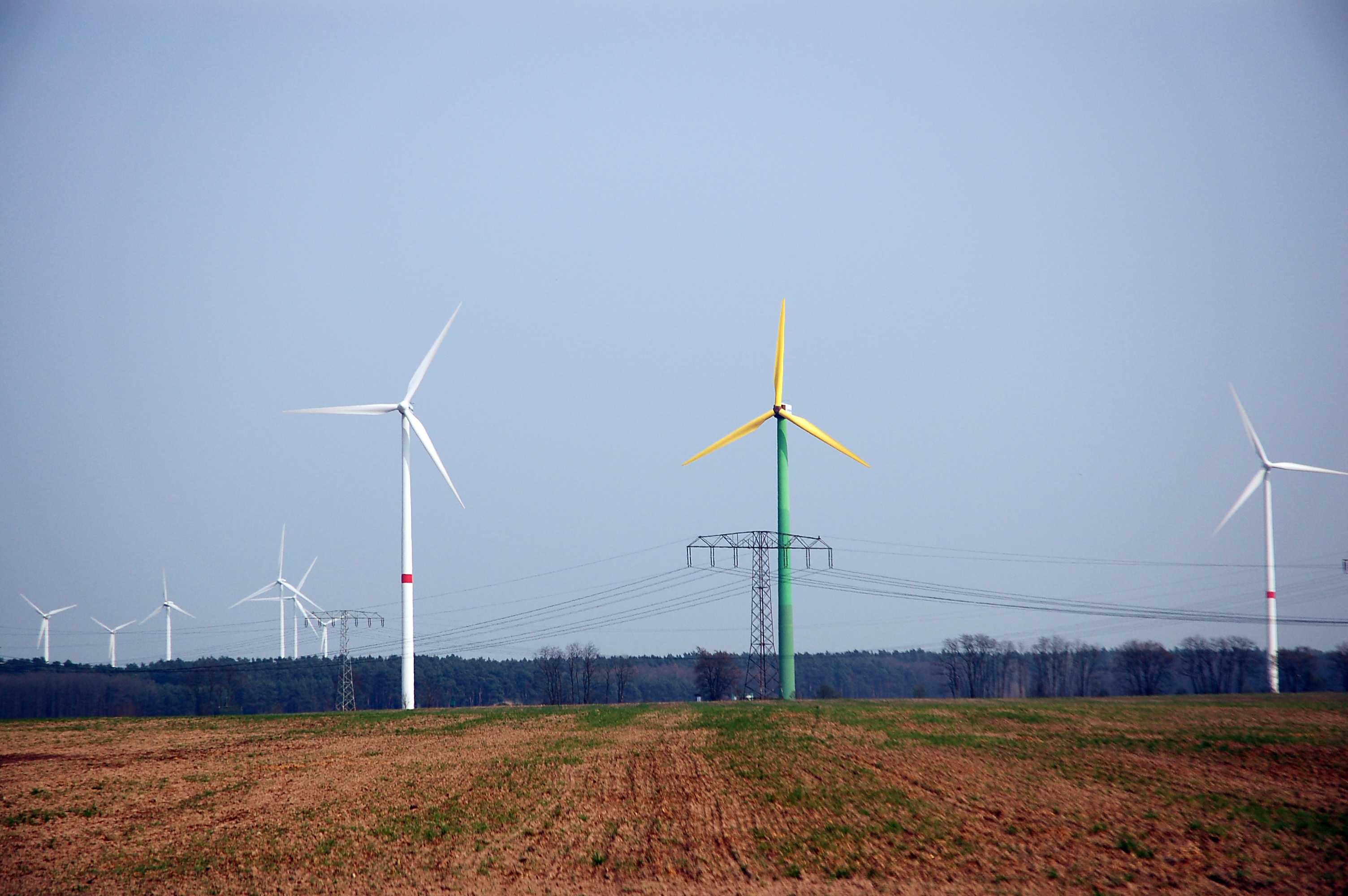
Windpark
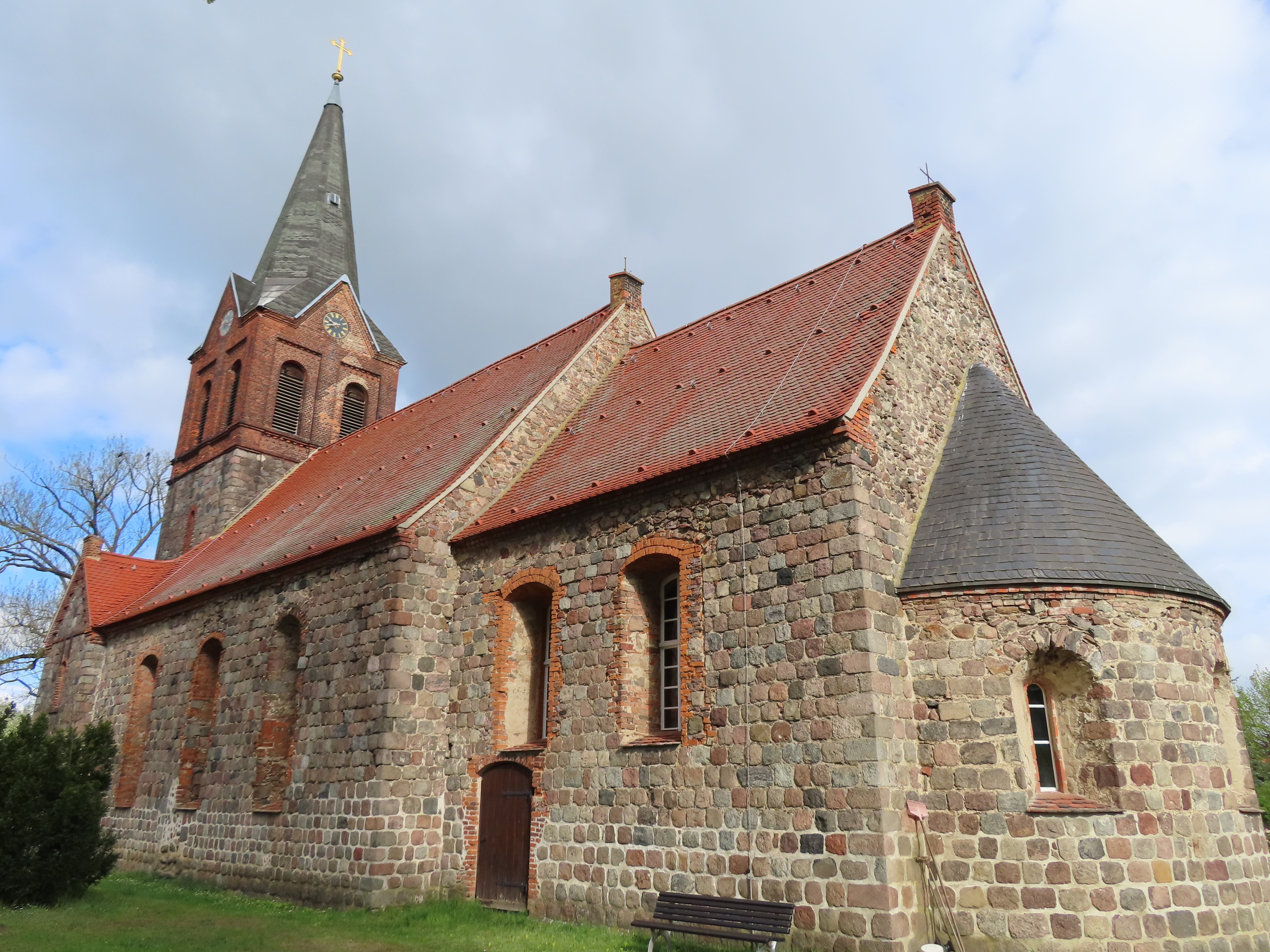
Dorfkirche Tempelfelde
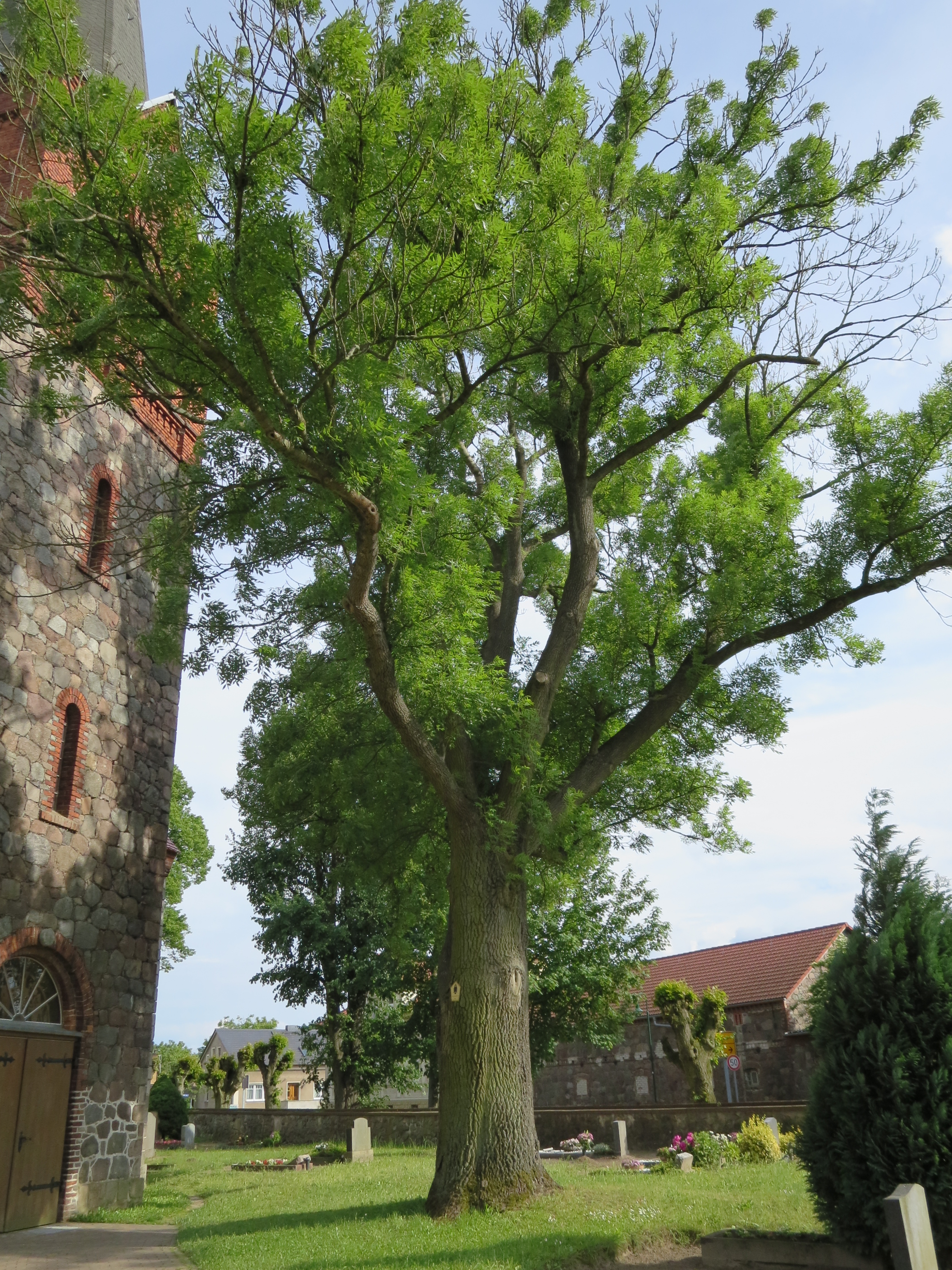
Esche vor der Dorfkirche